# Renata Walezjuszka
Renata Walezjuszka, Renata francuska, fr. Renée de Valois (ur. 10 października 1510 w Blois, zm. 20 czerwca 1574) – królewna francuska z dynastii Walezjuszów, księżna Ferrary od 1528 roku i Modeny od 1534 roku.

## Życiorys
Renata była młodszą córką króla Francji Ludwika XII i jego żony, księżnej Bretanii Anny, dziedziczki księcia Franciszka II Bretońskiego. Jej wczesną edukacją zajęła się jej guwernantka, Michelle de Saubonne, Madame de Soubise.
W zamian za wyrzeczenie się pretensji do księstwa Bretanii, Renata otrzymała księstwo Chartres od Franciszka I, króla Francji. W dzieciństwie zaprzyjaźniła się z Anną Boleyn, późniejszą królową Anglii, przebywającą wówczas na dworze francuskim.

## Związki z protestantami
Renata jako księżna Ferrary była gorącą protektorką proreformacyjnych kół intelektualnych we Włoszech, w związku z czym została poddana silnym naciskom ze strony Rzymu. Restrykcjami inkwizycji rzymskiej objęte zostało także księstwo rządzone przez dynastię d’Este. Dwór książęcy był bezpiecznym schronieniem dla włoskich i zagranicznych protestantów (w 1536 Ferrarę odwiedził sam Kalwin). Ponieważ miejscowy inkwizytor Girolamo Papini był blisko związany z dworem, Kongregacja Świętego Oficjum wysłała do Ferrary własnych komisarzy. Pod ich naciskiem książę Ercole zgodził się na egzekucję jednego z czołowych włoskich protestantów, Fanino Faniniego (1550). W 1554 księżna Renata oficjalnie złożyła katolickie wyznanie wiary i wyrzekła się protestantyzmu. Było to odstępstwo taktyczne, księżna bowiem kategorycznie odmawiała w uczestniczeniu w katolickich obrzędach i to pomimo nacisków męża. Próbowała również wychowywać młodsze córki w kalwinizmie. Po śmierci męża i pod wpływem nacisków syna w 1560 roku powróciła do Francji. Tam Renata już oficjalnie przeszła na Kalwinizm i popierała Hugenotów w swoich dobrach. Noc św. Bartłomieja przeżyła dzięki opiece Katarzyny Medycejskiej, ale pomimo nacisków dworu odmówiła przejścia na katolicyzm. W swoich w Montargis udzielała pomocy i ochrony Hugenotom. Jej pogrzeb odbył się według liturgii kalwińskiej ku wielkiemu niezadowoleniu dzieci.

## Życie prywatne
W kwietniu 1528 poślubiła księcia Ferrary, Modeny i Reggio – Herkulesa II. Mieli pięcioro dzieci:
1. Annę (1531–1607) – żonę Franciszka de Guise i Jakuba Sabaudzkiego, księcia Nemours,
2. Alfonsa (1533–1597) – księcia Ferrary i Modeny,
3. Lukrecję (1535–1598) – żonę Francesco Maria II della Rovere, księcia Urbino,
4. Eleonorę (1537–1581),
5. Luigiego (1538–1586) – biskupa Ferrary i arcybiskupa Auch.

Renata owdowiała w 1559. W związku ze złymi stosunkami z synem, księciem Ferrary, wróciła do Francji w 1560 roku i osiedliła się w Montargis, gdzie zmarła 12 czerwca 1574.